# Bosque Monarca
Bosque Monarca es una localidad del estado mexicano de Michoacán. Es parte del municipio de Morelia. Fue fundada el 15 de junio de 2009.

## Demografía
| Censo | Población |
| ----- | --------- |
| 2010  | 14        |
| 2020  | 3093      |